# Rue Pfeffel
La rue Pfeffel est une voie de la commune française de Colmar.

## Situation et accès
Cette voie de circulation, d'une longueur de 120 m, se trouve dans le quartier centre.
On y accède par la Grand-Rue et la rue Chauffour.
Cette voie n'est pas desservie par les bus de la TRACE.